# Ryan Shawcross
Ryan James Shawcross (Chester, 1987. október 4. –) korábbi angol válogatott labdarúgó.

## Statisztika
| Klub                    | Szezon           | Bajnokság        | Bajnokság | Bajnokság | FA-kupa  | FA-kupa | Ligakupa | Ligakupa | Európa   | Európa | Egyéb    | Egyéb | Összesen | Összesen |
| Klub                    | Szezon           | Bajnokság        | Fellépés  | Gól       | Fellépés | Gól     | Fellépés | Gól      | Fellépés | Gól    | Fellépés | Gól   | Fellépés | Gól      |
| ----------------------- | ---------------- | ---------------- | --------- | --------- | -------- | ------- | -------- | -------- | -------- | ------ | -------- | ----- | -------- | -------- |
| Manchester United       | 2006–07          | Premier League   | 0         | 0         | 0        | 0       | 2        | 0        | 0        | 0      | 0        | 0     | 2        | 0        |
| Manchester United       | 2007–08          | Premier League   | 0         | 0         | 0        | 0       | 0        | 0        | 0        | 0      | 0        | 0     | 0        | 0        |
| Manchester United       | Összesen         | Összesen         | 0         | 0         | 0        | 0       | 2        | 0        | 0        | 0      | 0        | 0     | 2        | 0        |
| Royal Antwerp (kölcsön) | 2006–07          | Belgacom League  | 22        | 3         | 0        | 0       | 0        | 0        | –        | –      | –        | –     | 22       | 3        |
| Royal Antwerp (kölcsön) | Összesen         | Összesen         | 22        | 3         | 0        | 0       | 0        | 0        | 0        | 0      | 0        | 0     | 22       | 3        |
| Stoke City              | 2007–08          | Championship     | 41        | 7         | 2        | 0       | 1        | 1        | –        | –      | –        | –     | 44       | 8        |
| Stoke City              | 2008–09          | Premier League   | 29        | 3         | 1        | 0       | 3        | 0        | –        | –      | –        | –     | 33       | 3        |
| Stoke City              | 2009–10          | Premier League   | 28        | 2         | 3        | 1       | 0        | 0        | –        | –      | –        | –     | 31       | 3        |
| Stoke City              | 2010–11          | Premier League   | 36        | 1         | 5        | 1       | 3        | 0        | –        | –      | –        | –     | 44       | 2        |
| Stoke City              | 2011–12          | Premier League   | 36        | 2         | 4        | 0       | 1        | 0        | 8        | 0      | –        | –     | 49       | 2        |
| Stoke City              | 2012–13          | Premier League   | 37        | 1         | 3        | 0       | 0        | 0        | –        | –      | –        | –     | 40       | 1        |
| Stoke City              | 2013–14          | Premier League   | 3         | 1         | 0        | 0       | 1        | 0        | –        | –      | –        | –     | 4        | 1        |
| Stoke City              | Összesen         | Összesen         | 210       | 17        | 18       | 2       | 9        | 1        | 8        | 0      | 0        | 0     | 245      | 20       |
| Karrier összesen        | Karrier összesen | Karrier összesen | 232       | 20        | 18       | 2       | 11       | 1        | 8        | 0      | 0        | 0     | 269      | 23       |

## Sikerei, díjai
Stoke City
- Championship ezüstérem: 2007–2008
- FA-kupa ezüstérem: 2010–2011

## Fordítás
- Ez a szócikk részben vagy egészben  a   Ryan Shawcross című angol Wikipédia-szócikk fordításán alapul.  Az eredeti cikk szerkesztőit annak laptörténete sorolja fel. Ez a jelzés csupán a megfogalmazás eredetét és a szerzői jogokat jelzi, nem szolgál a cikkben szereplő információk forrásmegjelöléseként.